# 장사 상륙 작전
장사 상륙작전(長沙上陸作戰), 장사동 상륙 작전(長沙洞上陸作戰) 또는 장사동 전투(長沙洞戰鬪)는 1950년 9월 15일부터 9월 19일까지 경상북도 영덕군 남정면 장사리에서 벌어진 상륙작전을 포함한 전투이다.
전투가 벌어진 장사리는 과거에는 장사동으로 불리었는데 경상북도 지역 중 읍·면의 하부 행정구역을 리(里)가 아닌 "동"(洞)으로 불리던 지역들을 1988년 5월 1일리(里)로 통일하면서 현재의 장사리가 되었다.

## 작전 목적
당시 장사 상륙 작적의 작전계획서인 '작전명령 제174호'에 따르면 인천 상륙 작전에 맞추어 9월 15일부터 시작하는 유엔군의 낙동강 전선 돌파 공격을 위해 북한군의 보급로 차단을 통한 후방 교란이 공식적인 주목적이었으며간접적으로나마 인천 상륙 작전을 위한 북한군의 주의 분산을 위한 목적도 있었다고 평가되기도 한다.

## 작전 과정
9월 14일 부산항을 출발한 이후, 9월 15일 06:00에 상륙작전이 개시되었다. 학도병 및 이들을 지위하는 육군 장교들로 구성된 총 772명의 독립 제1유격대대가 LST 문산호을 타고 장사리 해안에 상륙하여 국도 제7호선을 봉쇄하고 조선인민군의 보급로를 차단하는 데 성공하고 철수한 작전이다.
이 상륙작전은 인천 상륙 작전의 양동작전으로 실시되어 양동작전으로서는 성공하였다. 원래는 제8군의 임무였으나, 유엔군의 상륙지점 교란을 위해 인민군 복장을 입고 특수 작전을 해야 하는 사정상 북한군과 외모가 비슷한 남한 출신 학생들인 학도병에게 작전명 174를 맡긴 것이다.
부대는 3일간의 물자만 보급받아 9월 14일 2시에 장사리 해안에 상륙하여 교란할 때 다쓰고 철수할 예정이었다. 그러나 때마침 불어온 태풍 케지아로 인해 LST 문산호가 좌초되는 바람에 작전 계획은 뒤틀려버렸다. 발이 묶은 제1독립유격대대는 물자가 부족한 상황에서도 7번 국도 차단 임무를 계속 수행하였다.
인천 상륙 작전이 성공한 뒤, 9월 19일에 유엔군 정찰기에 포착되었고, 해안선을 따라 항행하던 미국 제7함대 태스크 포스 77 소속 USS 헬레나 CA-75가 이끄는 포격임무대(bombardment Task Force)의 엄호를 받으며, LST 조치원호를 타고 철수하였다.
39명 정도가 마지막 철수 과정을 엄호하면서 남겨졌다고 알려져 있는데 그들의 생사는 알 수 없다.
작전의 결과로 독립 제1유격대대의 139명이 전사하고 92명이 부상을 입은 것으로 추정되고 있으며
독립 제1유격대대 휴식을 취하고 인원을 보충받은 정비한 뒤, 전선에 복귀하였다.
LST 문산호는 좌초된 채로 버려졌고, 시간이 지나 1997년 3월 6일에 발견되어 인양되었다.

## 기념
영덕군에 전승공원과 전승기념관이 설립되었다.

## 잘못 알려졌던 사실들

### 작전 상륙일
9월 14일이 상륙일로 알려졌지만 최신 기록과 자료에 의하면 9월 15일이 상륙일이다.

### 작전 참가 인원
작전에 참가한 독립 제1유격대대가 772명이 순수 학도병이고
여기에 지휘관이었던 국군 장교들을 비롯해 국군 기간병을 합치면 800영대로 알려졌지만
772명은 학도병과 국군을 포함한 수치이며 부대원 772명과 전사자 139명
이런 수치들 모두 추정수치이다.

### 작전 목적
현재까지 작전의 주목적이 인천 상륙 작전을 위한 기만 작전으로 알려졌지만 작전명령서에 나온 공식적인 주목적은  인천 상륙 작전 이후 행해지는 낙동강 방어선에서의 총반격을 위한 후방 교란 작전이었다.
부수적으로 같은 9월 15일에 실행된 인천 상륙 작전을 위해 북한군의 주의를 분산시키는 효과도 있었을 것으로 평가된다.

## 같이 보기
- 장사리: 잊혀진 영웅들
- 학도의용군
- 낙동강 전투
- 인천 상륙 작전
- 포항 전투

## 참고자료
- 팩트체크 - 장사상륙작전은 정말 1997년에 처음 알려졌나?
- 독립 제1유격대대 - 국가기록원
- US Army Combinded Arms Center - Over the Beach US Army Amphibious Operations in the Korean War (pp. 183–186)

## 대중매체
- 《신비한 TV서프라이즈》 (텔레비전). 2012년 8월 5일.
- 《잊혀진 상륙작전 작전명 174호》 (다큐멘터리). 포항MBC 창사특집. 2009.
- 《잊혀진 상륙작전, 작전명 174호》 (다큐멘터리). OBS. 2014년 6월 25일.
- 《장사리: 잊혀진 영웅들》 (영화). 워너 브러더스 코리아. 2019년 9월 25일.